# Хокинг, Аманда
Ама́нда Хо́кинг (англ. Amanda Hocking; род. 1984) — американская писательница. Автор более 10 книг.
Стала знаменитой благодаря платформе Kindle Direct Publishing, через которую продала свои произведения ну сумму более $2,5 млн, войдя вместе с Джоан К. Роулинг, Стигом Ларссоном, Джорджем Мартином и ещё несколькими суперуспешными авторами в престижнейший «Клуб миллионеров Kindle» — сообщество писателей, продавших через Amazon более миллиона экземпляров своих книг в электронном формате.